# アミノ基転移

アミノ基転移反応はアミノ酸とα-ケト酸との間の反応である。

アミノ基転移（アミノきてんい、英: transamination, aminotransfer）は、アミノ酸とα-ケト酸（カルボキシル基に隣接したケトン基を持つ基質）の間に起こる反応である。アミノ基はアミノ酸からα-ケト酸へ転移する。すなわちアミノ酸は対応するα-ケト酸に変換され、一方α-ケト酸は対応するアミノ酸へと変換される。もしアミノ基がアミノ酸から取り除かれた場合にはα-ケト酸はそのまま残される。
生化学におけるアミノ基転移はトランスアミナーゼまたはアミノトランスフェラーゼと呼ばれるアミノ基転移酵素によって完了する。ヒトの体内では10種類の非必須アミノ酸が合成されるが、それらの合成過程のほとんどはアミノ基転移反応である。アミノ酸のキラリティーはアミノ基転移反応の間に決定される。この反応は補酵素ピリドキサルリン酸 (PLP) を使い、そのエナンチオ選択性は完璧であると考えられている。アミノ基転移反応の生成物が何であるかは、利用できるα-ケト酸の種類に依存する。対応するα-ケト酸が燃料の代謝によって産生されるため、生成物は通常アラニン、アスパラギン酸、グルタミン酸のいずれかである。